# Spinadesco
Spinadesco (lombardul: Spinadesch) település Olaszországban, Lombardia régióban, Cremona megyében. Lakosainak száma 1449 fő (2023. január 1.). Spinadesco Acquanegra Cremonese, Castelvetro Piacentino, Cremona, Crotta d’Adda, Monticelli d’Ongina és Sesto ed Uniti községekkel határos.

## Népesség
A település lakossága az elmúlt években az alábbi módon változott:
| Lakosok száma | 1567 | 1508 | 1512 | 1449 |
|               | 2013 | 2017 | 2018 | 2023 |